# 科林·希思科克
科林·希思科克（英語：Colin Heathcock，2005年12月20日—），生于中国北京，德国、美国男子击剑运动员，2022年世界青年锦标赛男子佩剑个人金牌得主、2023年世界青年锦标赛男子佩剑个人和男子佩剑团体金牌得主、2023年世界锦标赛男子佩剑团体铜牌得主、2024年世界青年锦标赛男子佩剑团体金牌得主、2025年世界青年锦标赛男子佩剑团体金牌得主。